# Уэйтт, Ричард
Ричард Уэйтт (англ. Richard Waitt; 1684, Эдинбург — 1732) — британский шотландский художник-портретист.

## Биография
Родился в 1684 году в Эдинбурге в семье Томаса Уэйтта (родился около 1665 года) и его супруги Марии, урождённой Биррелл (родилась около 1670 года). Учился в Шотландии у художника портретиста Джона Скугала. 
Создавал натюрморты, декоративные росписи интерьеров, но более всего известен портретами, изображающими как представителей шотландской аристократии, вождей кланов, так и представителей других слоёв общества — викариев, нищих и т.д. Среди работ Уэйтта — созданный в 1712 году портрет аристократа Кеннета Сазерленда, 3-й лорда Дуффуса, который в дальнейшем эмигрировал в Россию, где дослужился до контр-адмирала. 
С 1707 года Ричард Уэйтт был женат на Маргарет Фрейберн. Их венчание состоялось в Эдинбурге.
Скончался художник Ричард Уэйтт в 1732 году.
Многие из его работ сегодня хранятся в Национальной галерее Шотландии в Эдинбурге.

## Галерея
- Сэр Кеннет Сазерленд, 3-й лорда Дуффуса, в дальнейшем — контр-адмирал русской службы.
- Сэр Арчибальд Грант
- Эндрю Макферсон из замка Клони, 15-й вождь клана Макферсон
- Преподобный Ральф Эрскин
- Нищий
- Волынщик клана Грант